# Wallace John Eckert
Wallace John Eckert (Pittsburgh, 19 giugno 1902 – Englewood, 24 agosto 1971) è stato un astronomo statunitense.
Fondatore nel 1933 dell'Ufficio per i calcoli astronomici, pubblicò nel 1940 I metodi con schede perforate nel calcolo scientifico. Studioso del moto lunare, i suoi calcoli furono fondamentali per la NASA.